# سیونیک (ایالت تاریخی)
سیونیک (به لاتین: Syunik) یک منطقهٔ مسکونی در ارمنستان بزرگ است.